# گورستان مصلی منج
قبرستان مصلی منج مربوط به دوره صفوی است و در شهرستان بوانات، بخش مرکزی، دهستان سروستان، ابتدای ورودی روستای منج، سمت چپ جاده به فاصله ۱۵۰ متری از جاده واقع شده و این اثر در تاریخ ۲۸ شهریور ۱۳۸۶ با شمارهٔ ثبت ۱۹۷۱۳ به‌عنوان یکی از آثار ملی ایران به ثبت رسیده است.